# Oecobius pasteuri
Espèce
Oecobius pasteuri est une espèce d'araignées aranéomorphes de la famille des Oecobiidae.

## Distribution
Cette espèce se rencontre en Afrique de l'Ouest.

## Publication originale
- Berland & Millot, 1940 : Les araignées de l'Afrique occidental français. II, Cribellata. Annales de la Société Entomologique de France, vol. 108, p. 149-160.